# 信佳集團
信佳集團管理有限公司是一間總部位於英國漢普郡庫克鎮的外判公司，業務包括管理設施、工程項目、資訊系統管理、金融、設計及與建新設施、醫院、交通系統及運作。

## 業務

### 监狱
信佳集团为罪犯、难民和非法移民提供電子腳鐐设备，并经营着四所监狱、一个少年犯机构、一个安全培训中心和两个移民遣返中心。信佳还负责东南英格兰的外包法庭护送服务（以前由国王陛下监狱局承担）。

### 香港
隧道
- 青沙管制區
- 將軍澳隧道
- 城門隧道

服務
- 港島西聯網
- 威爾斯親王醫院
- 雅麗氏何妙齡那打素醫院
- 大埔醫院
- 伊利沙伯醫院
- 瑪嘉烈醫院

### 阿聯酋
- 杜拜地鐵[來源請求]

## 批评
1988年，贵格会在其绿皮书中写了一份简报，强烈反对在英格兰和威尔士采用电子脚铐。委员会注意到所有支持电子监控的主张，但坚持认为所有此类主张都可能因反对的论点而无效。反对它的主要论点或批评是，根据过去的经验，监控并非用于罪犯，而是用于那些本来会获得缓刑或社区服务的人。这将导致扩大被监控的人口而不是减少；它会破坏建设性和支持性的干预措施。刑事委员会的结论是，以电子方式对他人进行有辱人格的监控在道德上是错误的和不可接受的。
信佳及其竞争对手杰富仕被指控在其电子脚铐合同中向英国司法部收取远超实际支出的预算费用。由于卷入电子脚铐成本丑闻，信佳在2014年发布了盈利预警信息，此后向政府返还了约6850万英镑的合同费用。
2014年5月的一次民意调查发现，63%的受访者认为，在信佳因对政府合同收取过高费用而受到调查后，应禁止其竞标任何新的公共合同。
2014年8月，信佳因使用非法移民作为廉价劳动力而受到批评，其中一些人的时薪只有1英镑。